# Hexarthra mollis
Hexarthra mollis is een raderdiertjessoort uit de familie Hexarthridae. De wetenschappelijke naam van deze soort is voor het eerst geldig gepubliceerd in 1947 door Bartoš.